# 瑟鲁普
瑟鲁普（德語：Sörup）是德国石勒苏益格－荷尔斯泰因州的一个市镇。总面积44.32平方公里，总人口4157人，其中男性2074人，女性2083人（2011年12月31日），人口密度94人/平方公里。